# 音樂殭屍
《音樂殭屍》（英語：The Musical Vampire）是1992年上映的一部香港殭屍電影，由唐偉成執導，林正英、馮淬帆及李麗珍主演。

## 剧情
茅山道士麻麻地和他的师兄不和，独自接单赶尸。阿豪认为自己跟着师傅已经学成了茅山术，请师傅让他一个人去赶尸。于是师傅叫他把地主任天棠的尸体送回任家镇。但是半路上因为他遇到了正在水潭游泳的珠珠，逗她玩耍了一阵子而耽误了时间，结果晚上黑窟窿咚赶尸，被外国科学家派出的偷尸人将其打昏，并偷走了尸体，外国科学家拿着僵尸去做实验，给他注入了一种药品，使得僵尸比以前更加强悍，他咬死了外国科学家和其雇佣者，逃在荒郊野外。僵尸咬死了不少人，全镇人要求抓住凶手，曹队长只得把麻麻地师徒三人抓了起来。麻麻地不得不请师兄出马帮助其收伏僵尸。林师傅在野外偶遇到僵尸，假扮成刚死的僵尸和僵尸任天堂去交谈，并一同去任家镇。在路上，林师傅用“雷电神符”、“铜钱剑”、“八卦镜”等屡次试图收伏僵尸，都没有起到作用，林师傅忘记僵尸没有尿撒，他在小便时被僵尸看出了破绽，不得不跳入水中逃跑。林师傅用自创的“五行阵”困住僵尸，插入108个穴道的银针加天狗食月的法术将其制伏。

## 演员
| 演员   | 角色   | 备注                       |
| 冯淬帆 | 麻麻地 | 茅山道士，师弟             |
| 林正英 | 林师傅 | 茅山道士，师兄，懂得僵尸话 |
| 李丽珍 | 珠珠   | 任天堂的孙女               |
| 曹查理 | 曹队长 | 警卫队队长                 |
| 熊欣欣 | 阿强   | 麻麻地的弟子               |
| 李家聲 | 阿豪   | 麻麻地的弟子，喜歡珠珠     |